# Jacob Jensen (Politiker)
Jacob Jensen (* 26. Mai 1973 in Holbæk) ist ein dänischer Politiker der Venstre-Partei. Seit 2005 ist er Abgeordneter im Folketing. Seit 15. Dezember 2022 ist er Minister für Ernährung, Landwirtschaft und Versorgung im Kabinett Frederiksen II.

## Werdegang
Nach seinem Abitur in Holbæk studierte Jensen von 1992 bis 1998 Wirtschaftsrecht an der Copenhagen Business School. Nach seinem Abschluss arbeitete er bis 2007 für die A. P. Møller-Mærsk-Unternehmensgruppe in verschiedenen Funktionen, so leitete er deren Londoner Niederlassung von 2000 bis 2001 und war Büroleiter in der Unternehmenszentrale in Kopenhagen.
Bei den Folketingswahlen 2005 kandidierte er für die liberal-konservative Venstre-Partei und wurde im damaligen Landkreis Westseeland ins Parlament gewählt. Bei den vorgezogenen Neuwahlen 2007 kam nach der Wahlrechtsreform zum ersten Mal die bis heute gültige Wahlkreiseinteilung zum Tragen, Jensen konnte sein Mandat im neuen Großwahlkreis Seeland (Sjællands Storkreds) verteidigen. Auch bei allen folgenden Wahlen gelang ihm der Wiedereinzug ins Parlament, zuletzt 2022. Von 2019 bis 2022 war er umweltpolitischer Sprecher seiner Partei.
In der Koalitionsregierung aus Sozialdemokraten, Venstre und Moderaten bekleidet er seit dem 15. Dezember 2022 das Amt des Ernährungs-, Landwirtschafts- und Fischereiministers.